# Annalen des Domkapitels Krakau
Die Annalen des Domkapitels Krakau (polnisch Rocznik kapituły krakowskiej) sind eine Sammlung von Texten aus dem 13. Jahrhundert.
Sie enthalten den Text der Annales regni Polonorum deperditi (Annalen der polnischen Könige) bis 1267, dazu eine Liste der ersten Bischöfe von Krakau, ein Nekrologium (Totenverzeichnis) der Bischöfe und Mitglieder des Domkapitels Krakau, einen Kalender der kirchlichen Feste und einen Osterkalender (Computus).
Die Annalen sind eine der wichtigsten historischen Quellen zur frühen Geschichte Polens.